# C12orf45
C12orf45 (англ. Chromosome 12 open reading frame 45) – білок, який кодується однойменним геном, розташованим у людей на 12-й хромосомі. Довжина поліпептидного ланцюга білка становить 185 амінокислот, а молекулярна маса — 20 123.
| 10         |  | 20         |  | 30         |  | 40         |  | 50         |
| ---------- |  | ---------- |  | ---------- |  | ---------- |  | ---------- |
| MEVHGKPKAS |  | PSCSSPTRDS |  | SGVPVSKELL |  | TAGSDGRGGI |  | WDRLLINSQP |
| KSRKTSTLQT |  | VRIERSPLLD |  | QVQTFLPQMA |  | RANEKLRKEM |  | AAAPPGRFNI |
| ENIDGPHSKV |  | IQMDVALFEM |  | NQSDSKEVDS |  | SEESSQDSSE |  | NSSESEDEDD |
| SIPSEVTIDN |  | IKLPNSEGGK |  | GKIEVLDSPA |  | SKKKK      |  |            |

A: Аланін

C: Цистеїн

D: Аспарагінова кислота

E: Глутамінова кислота

F: Фенілаланін

G: Гліцин

H: Гістидин

I: Ізолейцин

K: Лізин

L: Лейцин

M: Метіонін

N: Аспарагін

P: Пролін

Q: Глутамін

R: Аргінін

S: Серин

T: Треонін

V: Валін

Кодований геном білок за функцією належить до фосфопротеїнів. 